# Ignacio Zaragoza (Salto de Agua)
Ignacio Zaragoza es una localidad del estado mexicano de Chiapas. Es parte del municipio de Salto de Agua.

## Toponimia
El nombre de la localidad rinde homenaje a Ignacio Zaragoza, general mexicano partícipe de la Segunda intervención francesa en México en favor del bando republicano.

## Demografía
| Gráfica de evolución demográfica |
|                                  |

| Censo | Población |
| ----- | --------- |
| 1960  | 492       |
| 1970  | 654       |
| 1980  | 589       |
| 1990  | 1 158     |
| 2000  | 1 196     |
| 2010  | 1 303     |
| 2020  | 1 438     |